# Hemiercus
Hemiercus là một chi nhện trong họ Theraphosidae.

## Các loài
Chi này gồm các loài:
- Hemiercus cervinus (Simon, 1889)
- Hemiercus inflatus (Simon, 1889)
- Hemiercus kastoni Caporiacco, 1955
- Hemiercus modestus (Simon, 1889)
- Hemiercus proximus Mello-Leitão, 1923